# Nevado Chachacomani
Nevado Chachacomani är ett berg i Bolivia.   Det ligger i departementet La Paz, i den västra delen av landet, 500 km nordväst om huvudstaden Sucre. Toppen på Nevado Chachacomani är 5 117 meter över havet.
Terrängen runt Nevado Chachacomani är kuperad åt sydväst, men åt nordost är den bergig. Runt Nevado Chachacomani är det ganska glesbefolkat, med 32 invånare per kvadratkilometer.. 
Trakten runt Nevado Chachacomani består i huvudsak av gräsmarker.